# Метелики на шпильках
«Метелики на шпильках» — трилогія української письменниці Ірини Вільде, складається із частин «Метелики на шпильках», «Б'є восьма» та «Повнолітні діти». У трилогії порушено проблему формування світогляду молодої людини українського походження в умовах окупації Буковини Румунією.

## Анотація
Три повісті Ірини Вільде — «Метелики на шпильках», «Б'є восьма», «Повнолітні діти» — стали у свій час етапним явищем у розвитку модерного стилю в українській літературі. Це був свіжий струмінь психологізму, легкої грайливості слова, химерности образу, а заразом — маніфест нової жіночности. Цикл є свіоєрідним «епосом Юности», художнім міфом про Чернівці, віконцем у ментальний світ західноукраїнської молоді міжвоєнної доби. Книжка адресована всім шанувальникам українського красного письменства.

## Історія публікації
У 1935 році у львівському часописі «Нова хата» Ірина Вільде видала першу повість з трилогії «Метелики на шпильках» (окремим виданням у 1936 р.). За цей твір письменниці було присуджено премію Товариства письменників та журналістів імені Івана Франка за 1935 рік. Продовження повісті «Метелики на шпильках», було видане також у 1935 році, у тому ж львівському часописі «Стара хата» під назвою «Б'є восьма». У 1939 році вийшла друком повість «Повнолітні діти», яка склала разом із «Метелики на шпильках» і «Б'є восьма» цикл «Метелики на шпильках».

## Сюжет
Усі три повісті є біографією життя молодої дівчини із села Веренчанка Дарини Попович. Перша частина трилогії є насамперед екскурсом у дитинство головної героїні, знайомством із її родиною, друзями, з її першим коханням, з її мріями та переконаннями. Детально описується також святкування уродин дівчинки та підготування учнями вистави, яку зрештою забороняє для показу румунська влада. Закінчується повість «Метелики на шпильках» переїздом головної героїні до нового міста, де її очікує навчання у гімназії. Друга частина трилогії розпочинається з переїзду Дарини до Чернівців та початку її навчання в міській гімназії.